# Сокурова, Милица Венедиктовна
Милица Венедиктовна Сокурова (1 октября 1895, Бузулук, Самарская губерния, Российская империя — 31 августа 1975, Ленинград, СССР) — советский библиограф и библиографовед.

## Биография
Родилась 1 октября 1895 года в Бузулуке в казацкой семье. В 1908 году поступила на Стебутовские высшие женские курсы, которые она окончила в 1913 году. Во времена становления советской власти, с 1918 по 1922 год работала в системе народного образования. В 1923 году переехала в Ташкент и была избрана на должность директора библиотеки Среднеазиатского коммерческого университета, данную должность она занимала вплоть до 1929 года, с 1929 по 1930 год жила в Алма-Ате, где работала в должности главного библиотекаря Казахского государственного университета. В 1930 году переехала в Ленинград и посвятила этому городу всю оставшуюся жизнь. Училась на Высших библиотечных курсах при ГПБ, после их окончания автоматом была принята на работу в ГПБ, однако с 1931 по 1932 год не могла работать по причине тяжёлой болезни и установлением инвалидности. С 1937 по 1947 год заведовала несколькими отделами. Работала с перерывом с 1932 по 1942 и с 1944 по 1956 годы, одновременно с этим некоторое время работала по совместительству в БАНе. В годы ВОВ была эвакуирована в Ташкент.
Скончалась 31 августа 1975 года в Ленинграде.

## Научные работы
Основные научные работы посвящены истории отечественной библиографии. Автор ряда научных работ, а также ценных справочников и методических пособий.